# U raljama života
U raljama života (en serbocroat A les mandíbules de la vida) és una pel·lícula de Iugoslàvia del 1984 dirigida per Rajko Grlić. Està basat en la novel·la Štefica Cveka u raljama života, de Dubravka Ugrešić, publicat en 1981.
La pel·lícula es va estrenar en VHS als Estats Units per Facets Video el novembre de 1998.

## Trama
Dunja (Gorica Popović), una directora de televisió està editant una sèrie de televisió sobre Štefica Cvek (Vitomira Lončar), una treballadora d'oficina introvertida i modesta que viu en un món de novel·les romàntiques i revistes femenines buscant un home real. La relació de Dunja amb Sale (Miodrag Krivokapić), crític literari i ideòleg del partit, s'enfronta a una crisi, per la qual cosa es troba en una situació semblant a la del seu protagonista a la pantalla.

## Repartiment
- Gorica Popović - Dunja
- Vitomira Lončar - Štefica Cvek
- Bogdan Diklić - Pipo
- Velimir Bata Živojinović - Trokrilni
- Miodrag Krivokapić - Sale
- Mira Furlan - Marijana
- Semka Sokolović-Bertok - tetka
- Predrag Manojlović - Šofer
- Rade Šerbedžija - Intelektualac
- Koraljka Hrs - Nena
- Branka Cvitković - Sonja
- Vladimir Rubčić - Mik
- Enes Kišević - Frndić
- Radko Polič - Janez
- Zdenka Heršak - Pipova mama